# Populations traditionnelles au Brésil
Le droit des communautés traditionnelles au Brésil est un ensemble de lois, de politiques et de pratiques juridiques qui reconnaissent et protègent les droits de groupes ethniques et culturels qui maintiennent des liens profonds avec leurs territoires ancestraux. Ces communautés, souvent considérées comme les gardiennes de connaissances, de traditions et de pratiques culturelles uniques, ont longtemps lutté pour la reconnaissance et la préservation de leurs droits face aux pressions croissantes de l'exploitation des ressources naturelles, de l'expansion agricole et de l'urbanisation.

## Contexte juridique
La Constitution brésilienne de 1988 a reconnu les droits des peuples autochtones sur leurs terres ancestrales et établi des protections spéciales pour les communautés marronnes, dites quilombolas (ces dernières également concernées par la  loi n° 12.288/2010). Alors que les droits fonciers des autochtones jouent un rôle dans la politique depuis la création du Brésil, le débat sur les droits des communautés locales non indigènes n'a commencé que dans les années 1980. Tout a commencé avec les cueilleurs de caoutchouc dans l'État fédéral d'Acre : ils ont revendiqué des territoires et le droit à une économie régionale durable et ont développé à cet effet l'idée de zones dédiées à la cueillette. Ces efforts ont conduit à la création de 65 réserves d'exploitation (Reserva Extrativista (pt), RESEX) en Amazonie, avec une superficie totale de 117.720 km² en 2007. Encouragées par cette initiative, d'autres communautés traditionnelles ont rapidement formulé des demandes similaires, qui ont également abouti. En 2004, la Commission nationale pour les peuples et communautés traditionnelles a été créée pour la première fois pour représenter les peuples indigènes, mais pas seulement. En 2007, le Décret sur les peuples et communautés traditionnelle, juridiquement contraignant, a finalement été signé par le président de la République de l'époque, Luiz Inácio Lula da Silva.
Les communautés sont très diverses, souvent réunies autour d'un territoire et d'un métier, et sont appelées de manière générique populations traditionnelles. Elles disposent d'une latitude spéciale afin de faire vivre leur culture, leurs traditions et leurs langues. L'appartenance à ces groupes se fonde sur l'auto-identification.

## Exemples
- Ribeirinhos
- Caipira